# Distrito de Waldemburgo
El distrito de Waldemburgo, Waldenburgo o Waldenburg (en alemán Bezirk Waldenburg) es uno de los cinco distritos del cantón de Basilea-Campiña. Tiene una superficie de 104,93 km². La capital del distrito es la ciudad histórica de Waldenburg.

## Geografía
El distrito de Waldenburg limita al norte con el distrito de Liestal, al noreste con Sissach, al este con Gösgen (SO), al sureste con Olten (SO), al sur con Gäu (SO) y Thal (SO), al oeste con Thierstein (SO), y al  noroeste con Dorneck (SO).

## Comunas
| Distrito de Waldemburgo | Distrito de Waldemburgo | Distrito de Waldemburgo |
| Comunas                 | Población (31.12.2014)  | Superficie km²          |
| ----------------------- | ----------------------- | ----------------------- |
| Arboldswil              | 554                     | 3.48                    |
| Bennwil                 | 637                     | 6.51                    |
| Bretzwil                | 760                     | 7.33                    |
| Diegten                 | 1633                    | 9.64                    |
| Eptingen                | 534                     | 11.19                   |
| Hölstein                | 2382                    | 6.02                    |
| Lampenberg              | 508                     | 4.00                    |
| Langenbruck             | 992                     | 15.69                   |
| Lauwil                  | 334                     | 7.27                    |
| Liedertswil             | 164                     | 1.94                    |
| Niederdorf              | 1758                    | 4.41                    |
| Oberdorf                | 2402                    | 6.19                    |
| Reigoldswil             | 1596                    | 9.25                    |
| Titterten               | 419                     | 3.71                    |
| Waldenburg              | 1194                    | 8.30                    |
| Total (15)              | 15867                   | 104.93                  |